# Courge éponge
Luffa aegyptiaca
Vous pouvez aider à l'améliorer ou bien discuter des problèmes sur sa page de discussion.
- Il ne cite pas suffisamment ses sources. Vous pouvez indiquer les passages à sourcer avec {{référence nécessaire}} ou {{Référence souhaitée}}, et inclure les références utiles en les liant aux notes de bas de page. (Marqué depuis mars 2021)
- Il adopte un point de vue régional ou culturel particulier et nécessite une internationalisation. (Marqué depuis mars 2021)
- Il n’est pas rédigé dans un style encyclopédique. (Marqué depuis mars 2021)

- Archive Wikiwix
- Bing
- Cairn
- DuckDuckGo
- E. Universalis
- Gallica
- Google
- G. Books
- G. News
- G. Scholar
- Persée
- Qwant
- (zh) Baidu
- (ru) Yandex
- (wd) trouver des œuvres sur Wikidata

Espèce
Classification phylogénétique

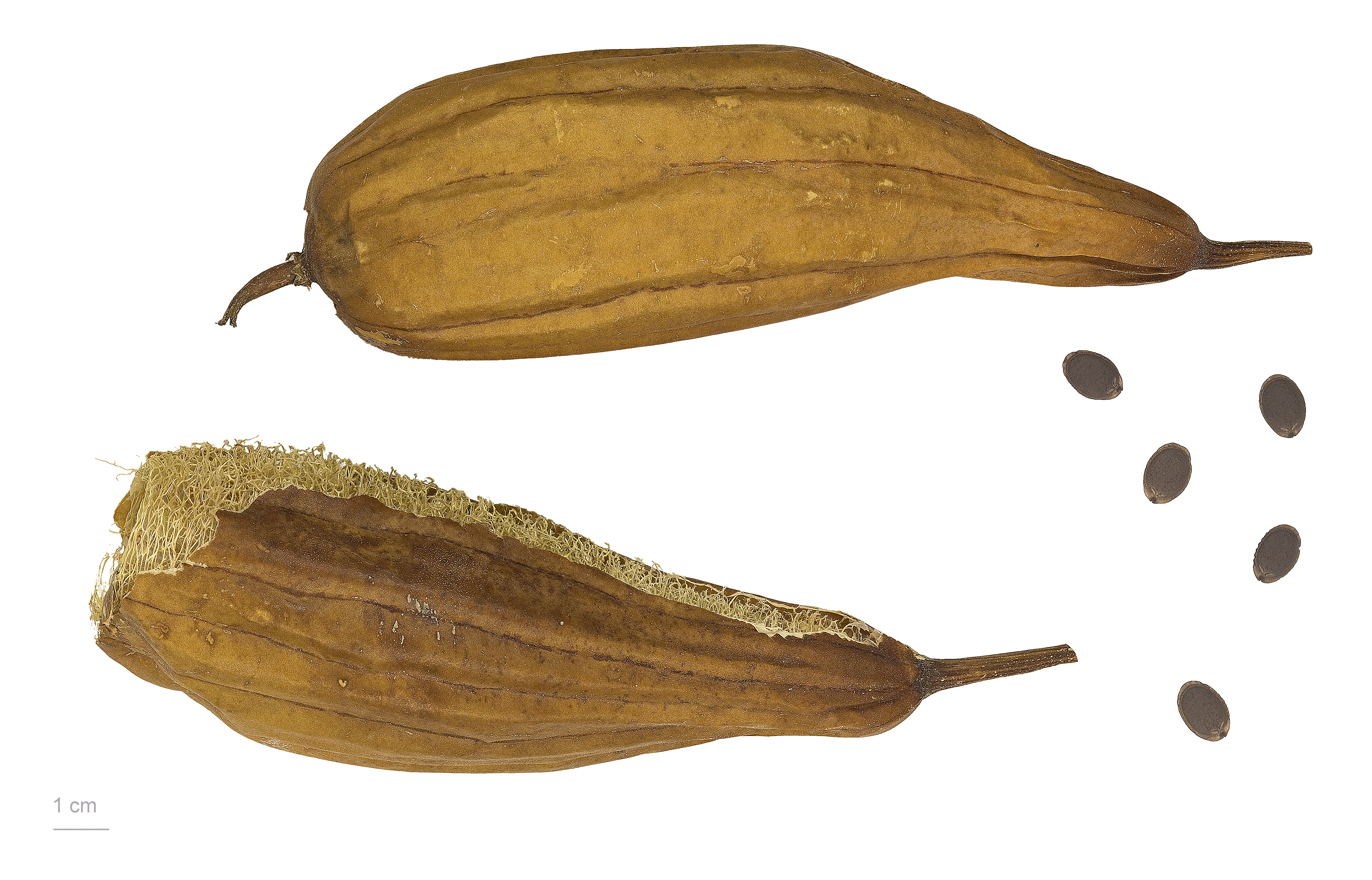
Luffa aegyptiaca au Muséum d'histoire naturelle de Toulouse.

La courge éponge (Luffa aegyptiaca, syn. Luffa cylindrica) est une espèce de plante à fleurs de la famille des Cucurbitaceae. C'est une plante grimpante. Cette plante est probablement originaire de l'Inde. Elle est cultivée aujourd'hui dans les régions tropicales et subtropicales du monde entier, en particulier au Japon, en Inde et en Égypte. On trouve cette courge couramment en Orient et sur tous les marchés d'outre-mer[pas clair].

## Utilisations
Le fruit a deux utilisations :
- alimentaire : il  est cuisiné jeune comme des courgettes ou des aubergines.
- utilitaire : ses fruits sont utilisés une fois séchés comme éponge végétale (gant de crin) d'où son surnom de « courge du hammam ». Le luffa entre dans la fabrication des serviettes éponges ainsi que des gants de toilette naturels (il faut alors le couper à la base et le vider de ses graines par ce trou). Il faut toutefois le faire blanchir à l'eau bouillante pour éviter qu'il ne devienne noir à l'usage. Cette éponge est un excellent exfoliant (peaux sensibles s'abstenir).

## Caractéristique et culture
Cette plante herbacée se cultive en annuelle. C'est une plante grimpante qui aura besoin d'un support ou s'accrocher (tuteur, pergola, arbre ou grillage).
Les feuilles mesurent de 15 à 30 cm de long et de large et possèdent de cinq à sept lobes. Les fleurs sont monoïques, jaunes et ont de 5 à 10 cm de diamètre.
Les fruits cylindriques ou allongés claviformes (3 à 6 fruits par pied) mesurent de 25 à 55 cm de long à maturité avec de 6 à 12 cm de diamètre. Ils peuvent se consommer comme légume très jeunes mais pour en faire des éponges, on récolte le fruit quand il est bien mûr, l'épiderme vire alors du vert au brun puis se dessèche et se détache facilement, laissant apparaître une « éponge » blanche qu'on peut facilement vider de ses graines noires en la secouant.
Le semis se fait après les derniers gels (mi-mai en France). La durée de germination peut atteindre un mois, la récolte se fait à l'automne.

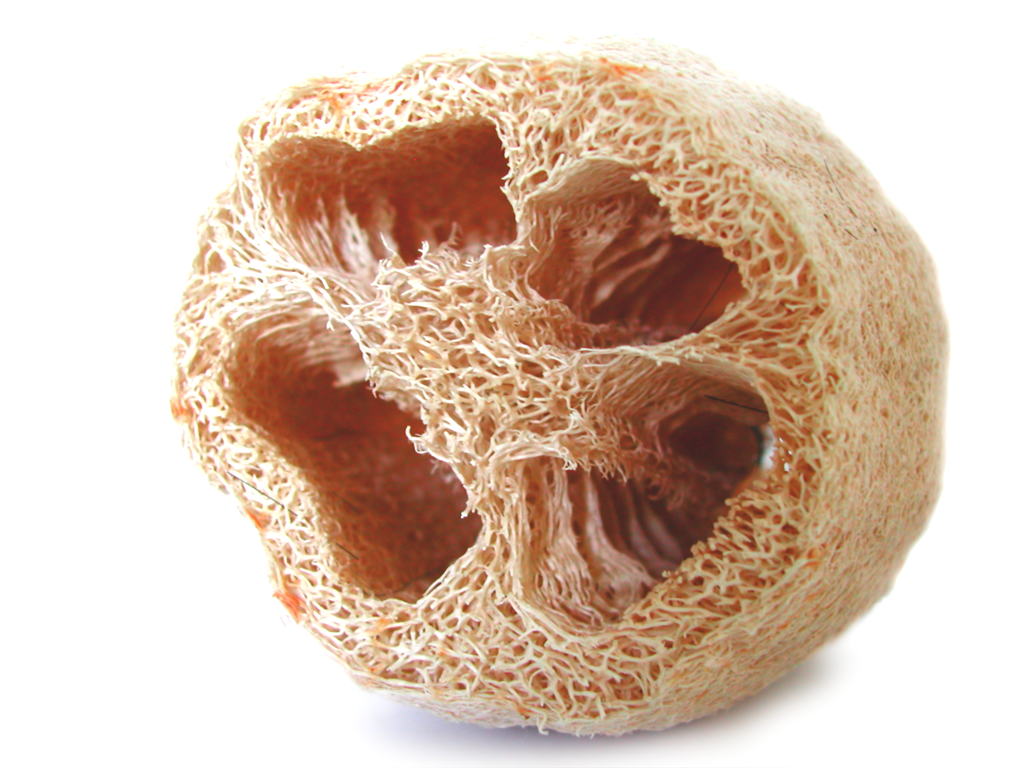
Une éponge en Luffa.
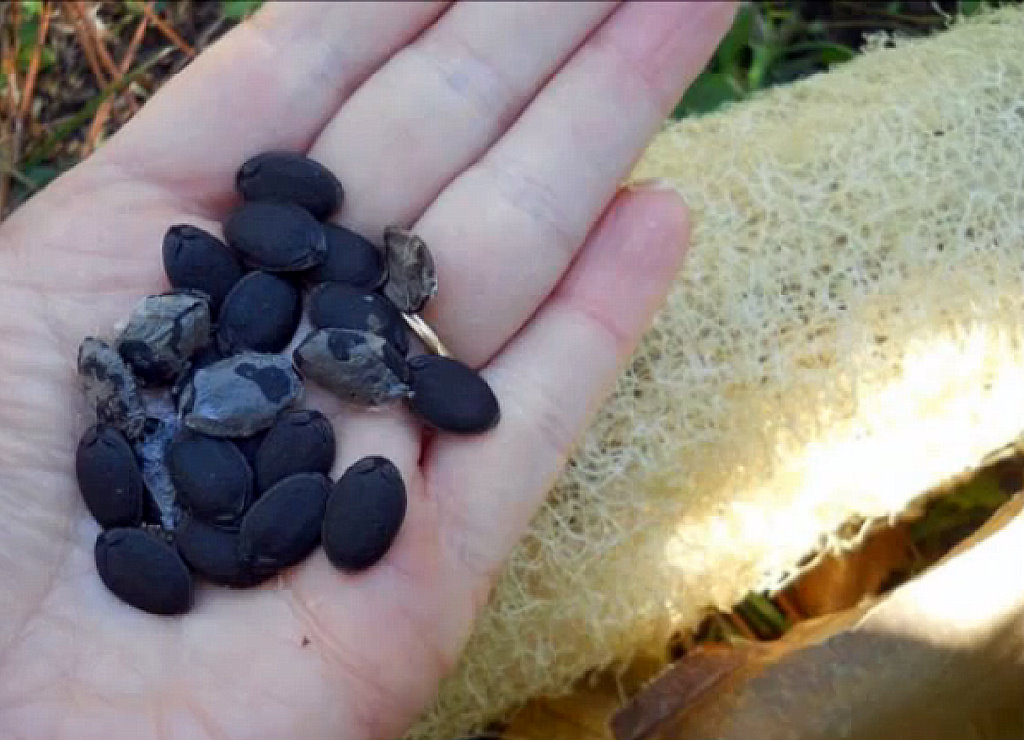
Graines noires.
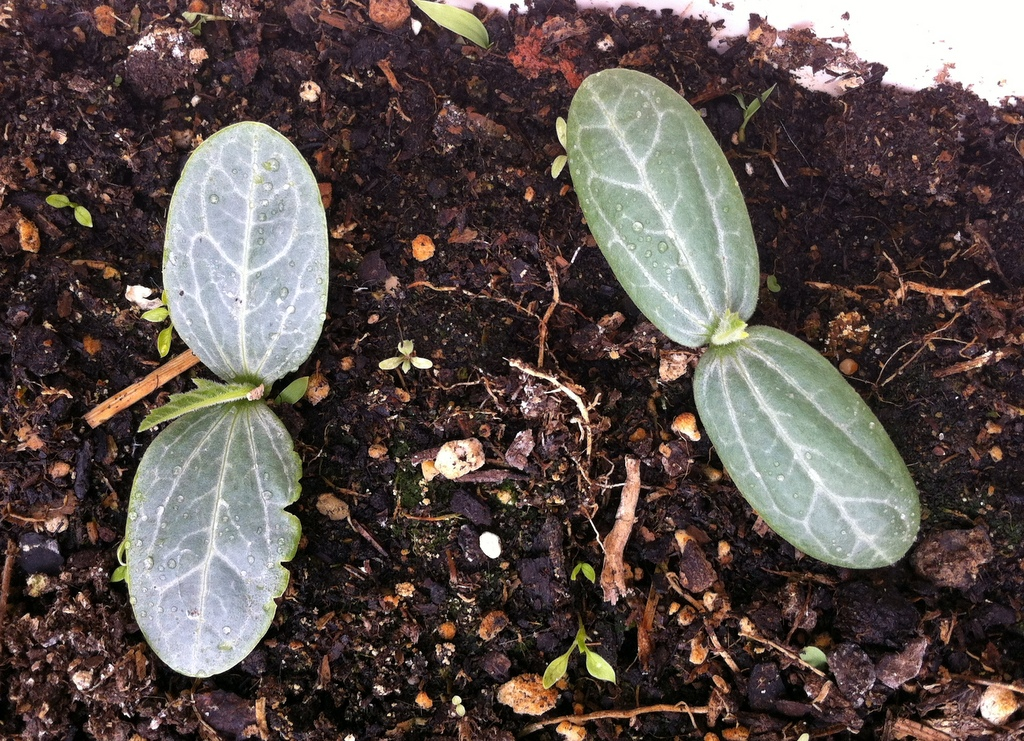
Semis.
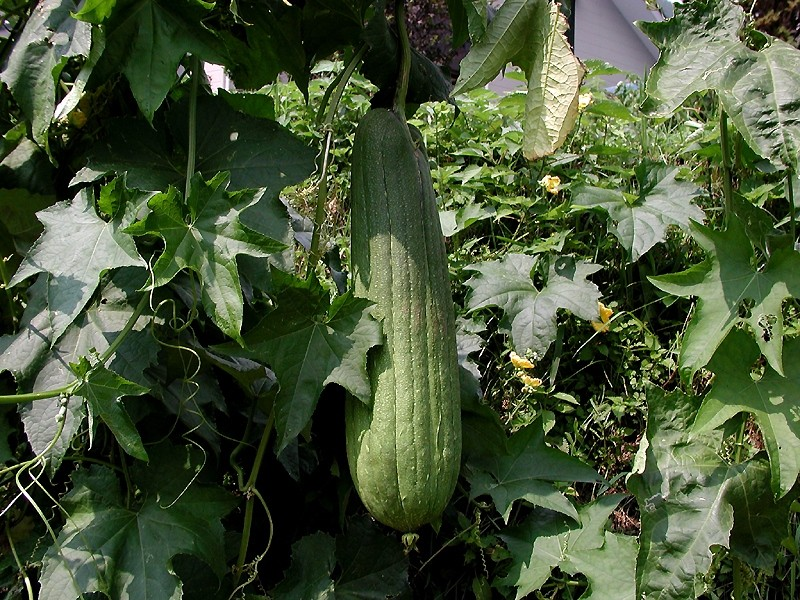
Fruit.